# Ушбулак (Урджарский район)
Ушбулак (каз. Үшбұлақ) — село в Урджарском районе Восточно-Казахстанской области Казахстана. Входит в состав Коныршаулинского сельского округа. Код КАТО — 636471200.

## Население
В 1999 году население села составляло 181 человек (106 мужчин и 75 женщин). По данным переписи 2009 года, в селе проживало 109 человек (55 мужчин и 54 женщины).